# Castillo de Monturque
El castillo de Monturque es una estructura fortificada de origen hispanomusulmán ubicada en el municipio de Monturque (provincia de Córdoba, España), a unos metros de las célebres Cisternas romanas de Monturque. Se encuentra inscrito como Bien de Interés Cultural en la categoría de Monumento. 

## Historia
El castillo fue construido sobre antiguos cimientos romanos y su estructura actual, a pesar de que se desconoce con exactitud la datación, alberga un origen hispanomusulmán, ya que el historiador al-Idrisi ya lo denominaba hins (castillo) en el siglo XII. En el año 1240 Fernando III de Castilla conquistó la ciudad a los andalusíes pasando a manos cristianas y su propiedad cayó en manos del Concejo de Córdoba. Algunos registros indican que la mitad de la torre fue otorgada por el adalid Martín Sánchez y su esposa a su nieto Lope en 1273.
El monarca Alfonso X lo cedió a Gonzalo Yáñez de Aguilar, quedando ligado al Señorío de Aguilar hasta su desaparición en 1353. Pedro I de Castilla, quien segregó Monturque de Aguilar, se lo entregó en 1357 a Martín López de Córdoba, quien instituyó el Señorío de Monturque. No obstante, tras la victoria de Enrique II durante la primera guerra civil castellana contra su hermano Pedro I, el castillo vuelve a cambiar de manos, en esta ocasión a Gómez Carrillo y, más tarde, a Gonzalo Fernández de Córdoba y Biedmaen 1377. Desde entonces el castillo quedó ligado a la Casa de Aguilar.

(…) fue dado por este monarca el castillo de Monturque a Don Gonzalo Fernández de Córdoba con la jurisdicción civil y criminal en 29 de agosto de la era 1415 (año 1377) y fue agregado al estado de Aguilar.

En 1709 su propiedad pasó al ducado de Medinaceli.

### Recuperación
En 1987 se realizaron algunas labores de restauración en la torre del Homenaje en la ventana y la puerta, así como la reconstrucción del coronamiento que sustenta las ménsulas. A finales de julio de 2019 se anunció que se instalarían paneles informativos, vitrinas y medios audiovisuales en la torre del Homenaje para mejorar la experiencia turística. Además, entre febrero y mayo de 2020 se realizaron unas obras de restauración en la muralla de entrada y en la torre Pentagonal.

## Estructura
En la actualidad queda en pie la torre del Homenaje y la torre Pentagonal o Chacón, de menor tamaño junto con el patio de armas. La torre del Homenaje es de planta cuadrada y está realizada en mampostería de sillares e hiladas. Se accede a su interior por medio de una puerta de arco apuntado. También hay una pequeña ventana.